# دومينيون باكستان
باكستان (بالبنغالية: পাকিস্তান অধিরাজ্য، باكستان أودهيراجيو، بالأردوية: مملکتِ پاکستان)، وتعرف أيضا باسم دومينيون باكستان، هو دومينيون اتحادي مستقل في جنوب أسيا أنشأ في 1947 نتيجة لحركة باكستان، التي أدت إلى تقسيم الهند البريطانية وإنشاء دولة جديدة هي باكستان. كان الدومينيون، والذي ضم معظم أراضي باكستان وبنغلاديش الحاليتين، تطبيقا لحل الدولتين، وذلك بتكوين دولة مستقلة تتألف من المناطق ذات الغالبية المسلمة في الهند البريطانية السابقة. كان الدومينيون مقسما إلى منطقتين، باكستان الغربية (باكستان حاليا)، والبنغال الشرقية (سميت فيما بعد باكستان الشرقية، ثم انفصلت في 1971 وأصبحت دولة مستقلة هي بنغلاديش). تحول الدومينيون إلى جمهورية بعد إقرار الدستور الجمهوري في 23 مارس 1956